# 重田園江
重田 園江（おもだ そのえ、1968年2月22日 - ）は、日本の政治学者。明治大学政治経済学部教授。専門は現代思想、政治思想史、社会思想史、ミシェル・フーコー研究。アナキスト。

## 人物
兵庫県西宮市生まれ。名古屋市立神丘中学校、愛知県立明和高等学校を経て、1990年3月早稲田大学政治経済学部政治学科卒業。藤原保信門下。
1990年4月、女性初の総合職（幹部候補）として日本開発銀行（現・日本政策投資銀行）へ入行。しかしサラリーマン生活は性に合わず1年で退職。
浪人を経て1992年4月、東京大学大学院総合文化研究科相関社会科学専攻修士課程に入学。1994年同課程を修了し、修士（学術）の学位を取得。博士課程に進み、1997年3月に同研究科国際社会科学専攻博士後期課程を単位取得満期退学。
1997年から1999年、日本学術振興会特別研究員。1999年4月明治大学政治経済学部の専任講師に就任。2003年同助教授（2007年、改組に伴い准教授）を経て、2011年4月から現職。
この間、2005年から2007年までイギリス・ケンブリッジ大学客員研究員。現在（2023年度時点）、明治大学政治経済学部・政治学科長。
2011年、『連帯の哲学 I』で第28回渋沢・クローデル賞受賞。
2022年5月から、朝日新聞の「政治季評」（年4回）を執筆している。

## 著書

### 単著
- 『フーコーの穴：統計学と統治の現在』（木鐸社、2003年）ISBN　978-4-8332-2337-9
- 『連帯の哲学Ⅰ：フランス社会連帯主義』（勁草書房、2010年）ISBN　978-4-326-35154-1
- 『ミシェル・フーコー：近代を裏から読む』（ちくま新書、2011年）ISBN　978-4-480-06627-5
- 『社会契約論：ホッブズ、ヒューム、ルソー、ロールズ』（ちくま新書、2013年）ISBN　978-4-480-06742-5
- 『統治の抗争史：フーコー講義1978-79』（勁草書房、2018年）ISBN　978-4-326-30271-0
- 『隔たりと政治：統治と連帯の思想』（青土社、2018年）ISBN　978-4-7917-7117-2
- 『フーコーの風向き：近代国家の系譜学』（青土社、2020年）ISBN　978-4-7917-7303-9
- 『ホモ・エコノミクス：「利己的人間」の思想史』（ちくま新書、2022年）ISBN　978-4-480-07464-5
- 『真理の語り手：アーレントとウクライナ戦争』（白水社、2022年）ISBN　978-4-560-09475-4

### 訳書
- イアン・ハッキング『偶然を飼いならす：統計学と第二次科学革命』石原英樹共訳（木鐸社 1999年）ISBN　978-4-8332-2274-7

## 論文
- 「リスクを細分化する社会」『現代思想』28巻1号（2000年）
- 「正しく測るとはどういうことか?」『現代思想』28巻10号（2000年）
- 「GIS――空間を掌握する」『現代思想』30巻11号（2002年）
- 「戦争としての政治――1976年講義」『現代思想』31巻16号（2003年）
- 「Histoire de la pensee politique comme la guerre」『政経論叢』（2004年）
- 「カール・シュミットの『アメリカ帝国』論」山下範久編『帝国論』（講談社［講談社選書メチエ］, 2006年）
- 「連帯の哲学」『現代思想』（2007年）
- 「戦争から統治へ――コレージュ・ド・フランス講義」芹沢一也・高桑和巳編『フーコーの後で――統治性・セキュリティ・闘争』（慶應義塾大学出版会，2007年）